# Seo Yu-na
Seo Yu-na (hangul: 서유나; hanja: 徐宥奈; rr: Seo Yu-na; MR: Sŏ Yu-na; Busan, 30 de dezembro de 1992), mais frequentemente creditada na carreira musical apenas como Yuna (hangul: 유나), é uma cantora e atriz sul-coreana. Ela é popularmente conhecida por ser ex-integrante do grupo feminino AOA, formado pela FNC Entertainment em 2012.

## Biografia
Yuna nasceu em 30 de dezembro de 1992, em Busan, Coreia do Sul. Ela toca piano desde os sete anos de idade. Aos dezoito anos, Yuna teve a permissão de seus pais para ir para Seul, tudo por conta própria, e viver com seu tio para a prática de canto e perseguir seus sonhos de se tornar uma cantora, participando de audições na cidade. Yuna possui uma irmã mais nova chamada Seo-Yuri que estreou em 2014 como integrante do grupo Berry Good, adotando o nome artístico Seoyul.

## Carreira

### AOA
Yuna foi formalmente apresentada como integrante oficial do AOA no dia 16 de julho de 2012. Sua estreia oficial com o grupo ocorreu em 30 de julho no programa musical M! Countdown, onde elas apresentaram o single Elvis. Em 2013, Yuna se tornou integrante da primeira unidade oficial do AOA, chamado AOA Black. Em meados de 2016, Yuna estreou como integrante mais velha da segunda unidade do AOA, AOA Cream.

### Atividades individuais
Em 11 de março de 2013 foi revelado que Yuna faria o principal papel feminino no teatro musical japonês Summer Snow Musical. Yuna também obteve um papel principal no drama Prince's Prince, em fevereiro de 2015.
Em 20 de outubro de 2013, Yuna forneceu a OST I'm Ok para o drama Marry Him If You Dare, exibido pela KBS. A canção descreve perfeitamente a protagonista do drama, Na Mi-rae.
Em outubro de 2016, foi revelado que Yuna iria se juntar ao elenco do drama Hot And Sweet, onde ela interpretaria a personagem Joon Young. O drama de oito episódios começou a ser exibido em 20 de outubro. Yuna também lancou duas canções para o drama; Hot And Sweet, uma colaboração com Choi Min-hwan, e Everything, uma canção solo.
Em 2016, Yuna foi lançada no drama My Old Friend. O drama começou a ser exibido em meados de novembro no Naver TVCast.
Em 2017, Yuna entrou para o elenco do drama Single Wife, que começou a ser exibido em 23 de agosto. Em junho de 2017, ela forneceu uma OST para o drama My Only Love Song, intitulada Another You.
Em 9 de setembro de 2023, Yuna lançou seu primeiro single solo, "Ice Flower". Amúsica foi descrita como uma carta para os fãs.

## Discografia

### Singles
| Ano  | Título       | Charts | Álbum                       |
| ---- | ------------ | ------ | --------------------------- |
| 2023 | "Ice Flower" | —      | Ice Flower (Digital Single) |

### Trilhas sonoras
| Ano  | Título                    | Canção                  | Duração | Artista                        |
| ---- | ------------------------- | ----------------------- | ------- | ------------------------------ |
| 2013 | Marry Him If You Dare OST | "I'm Ok"                | 03:13   | Solo                           |
| 2016 | Hot and Sweet OST         | "Hot and Sweet"         | 03:29   | com Choi Min-hwan              |
| 2016 | Hot and Sweet OST         | "Everything"            | 03:51   | Solo                           |
| 2017 | My Only Love Song OST     | "Another You"           | 03:35   | Solo                           |
| 2018 | A Korean Odyssey OST      | "If You Were Me"        | 3:17    | com Yoo Hwe Seung e Shin Jimin |
| 2018 | WHAT IF                   | "Fade Out"              | 3:04    | participação especial          |
| 2019 | Melting Me Softly OST     | "Drip-Drip"             | 3:30    | Solo                           |
| 2020 | Woman of 99 Billion OST   | "My Diamond"            | 3:46    | Solo                           |
| 2020 | BIG PICTURE HOUSE OST     | "Healing"               | 4:24    | Solo                           |
| 2021 | Oh! Master OST            | "Fall In Love With You" | 3:27    | com Kang Seung Sik             |

## Filmografia

### Dramas
| Ano  | Título            | Papel         | Emissora         | Notas             |
| ---- | ----------------- | ------------- | ---------------- | ----------------- |
| 2015 | Prince's Prince   | Park Yu-na    | KBS              |                   |
| 2016 | Click Your Heart  | ela mesma     | Naver            | Aparição especial |
| 2016 | Hot and Sweet     | Joon-young    | Naver            |                   |
| 2016 | My Old Friend     | Eun-jae       | Naver            |                   |
| 2017 | Single Wife       | Hwang Hyo-rim | Drama X          |                   |
| 2019 | Big Picture House | Gayoung       | Big Picture Mart |                   |

### Teatro musicais
| Ano  | Título              | Papel      | Notas                    |
| ---- | ------------------- | ---------- | ------------------------ |
| 2013 | Summer Snow Musical | Seol-hee   | Papel principal feminino |
| 2019 | One More            | Moon Da In | Papel principal feminino |